# Nolly Buco
Nolly Camingue Buco (* 27. November 1963 in Baganga, Philippinen) ist ein philippinischer Geistlicher und römisch-katholischer Bischof von Catarman.

## Leben
Nolly Buco empfing am 18. Oktober 1993 durch den Bischof von Antipolo, Protacio Gungon, das Sakrament der Priesterweihe für das Bistum Antipolo.
Am 10. Juli 2018 ernannte ihn Papst Franziskus zum Titularbischof von Gemellae in Byzacena und zum Weihbischof in Antipolo. Der Bischof von Antipolo, Francisco Mendoza de Leon, spendete ihm am 8. September desselben Jahres die Bischofsweihe; Mitkonsekratoren waren der Weihbischof in Cebu, Oscar J. L. Florencio, und der Bischof von Urdaneta, Jacinto Agcaoili Jose. Seit Dezember 2023 verwaltete Buco zusätzlich das vakante Bistum Catarman als Apostolischer Administrator.
Papst Franziskus bestellte ihn am 18. Oktober 2024 zum Bischof von Catarman. Im Januar 2025 wurde Buco in sein Amt eingeführt.